# Triftong
Een triftong is in de fonetiek een combinatie van een klinker en twee halfklinkers of vaker twee klinkers en een halfklinker die deel uitmaken van dezelfde lettergreep.
Deze combinatie is vaak als gevolg van triftongering ontstaan uit een eerdere diftong, of minder vaak uit een monoftong. Van een triftong is vrijwel altijd een van de klinkers (meestal de middelste) zowel beklemtoond als open (a, e, o), de twee andere (half)klinkers zijn onbeklemtoond en meer gesloten (i, u, j, w).

## Triftongen in verschillende talen
Triftongen komen niet voor in bijvoorbeeld het Nederlands en Frans, maar wel in bijvoorbeeld de Chinese talen, het Engels, Spaans, Italiaans en Roemeens. Het Spaans kent zes mogelijke combinaties: iai, iau, iei, uai (zoals in Uruguay), uau en uei. Het Italiaans kent bijvoorbeeld de triftong uoi in suoi ("zijn", bez.vnw.). Het Esperanto kent vooral triftongen met twee j's, zoals in kampanjaj paĉjoj, "vredescampagnes". Triftongen worden ook aangetroffen in het Fries, bv. muoike (tante), en het Limburgs, bv. roeaj (rode [mv.]).

## Notatie
In het Internationaal Fonetisch Alfabet bestaan geen aparte symbolen voor triftongen. In plaats daarvan wordt elk element afzonderlijk weergegeven.